# Jaciment Anna
El jaciment Anna és un jaciment paleontològic, anomenat així en honor a la primera filla del descobridor, el geòleg Ramon Ortí i Ortells, nascut al mateix poble on es troba.
El jaciment se sitúa al terme municipal de la Vil·la de Cinctorres, comarca dels Ports, al nord de Castelló País Valencià). Es troba molt prop del poble, al costat de l'ermita de la Verge de Gràcia. Conté fòssils de dinosaures de fa uns 115 milions d'anys d'antiguitat, pertanyents per tant al Cretaci Inferior. Les restes de dinosaures oposats principalment pertanyen a iguanodòntids, animals herbívors dels quals s'han trobat restes de dents, part d'una mandíbula, vèrtebres, una tíbia i una fíbula. Aquests animals eren d'una talla mitjana superior a la de la resta de iguanodòntids del centre d'Europa. També s'han trobat fòssils de dents i vèrtebres de dues espècies d'animals carnívors del grup dels teròpodes, com l'espinosaure.

## Descobriment
El jaciment va ser descobert en 1998 pel geòleg Ramon Ortí, qui, seguint les indicacions de diversos habitants de la localitat, especialment de Pedro Querol, va descobrir uns ossos de grans dimensions en una finca pertanyent a José Casanova. El nom del jaciment es deu a una de les filles del descobridor del jaciment.

## Campanyes d'excavació
Després d'un intent d'excavar el jaciment en 1999, es reprèn a principis de l'any 2002 pels paleontòlegs del Grup Guix de Vila-real, qui coneixien l'existència del jaciment gràcies a Serafí Sorribes. A causa de l'interès per part de l'ajuntament de la localitat i del responsable del Museu Municipal, el Grup Guix contacta amb l'Institut de Paleontologia Miquel Crusafont de Sabadell. Conjuntament s'avalua la rellevància del jaciment, arribant a la conclusió que és necessària una excavació d'urgència per a desenterrar els fòssils en deterioració exposats en superfície i la recerca de noves restes. Aquesta excavació va ser realitzada al maig d'eixe mateix any pels dos grups paleontològics juntament amb l'ajuntament de Cinctorres, en la qual s'extreuen 74 fòssils de dinosaures. Com a conseqüència d'aquest nombre, es decideix realitzar altra campanya quatre mesos després, al setembre, en la qual es desenterren 97 nous fòssils. En 2003 es denega el permís d'excavació. En 2004 s'aconsegueixen dits permisos i el dia 25 de setembre comença la tercera campanya, en la qual s'extreu un total de 119 fòssils. En la quarta campanya d'excavació, que comença el 26 de setembre de 2004, amb 81 noves restes. En 2006 es deneguen de nou els permisos d'excavació. En setembre de 2010 s'enceta la setena campanya, de la mà del paleontòleg Andrés Santos.